# 아담스 패밀리 2 (1993년 영화)
《아담스 패밀리 2》(Addams Family Values)는 미국에서 제작된 베리 소넨필드 감독의 1993년 코미디 영화이다. 안젤리카 휴스턴 등이 주연으로 출연하였고 스콧 루딘 등이 제작에 참여하였다.
이 영화는 엇갈린 평가를 받았던 전작과 비교하면 비평가들로부터 좋은 평가를 받았다.

## 출연

### 주연
- 안젤리카 휴스턴
- 라울 줄리아
- 크리스토퍼 로이드
- 조안 쿠삭
- 크리스티나 리치
- 캐롤 케인
- 지미 워크먼
- 데이빗 크럼홀츠

### 조연
- 크리스토퍼 하트
- 다나 아이비
- 피터 맥니콜
- 크리스틴 바란스키

## 한국어 더빙 성우진(MBC)
- 김기현 - 고메즈 (라울 줄리아)
- 윤소라 - 모티샤 (안젤리카 휴스턴)
- 박조호 - 페스터 (크리스토퍼 로이드)
- 엄현정 - 데비 (조앤 쿠삭)
- 김서영 - 웬즈데이 (크리스티나 리치)
- 안정현 - 할머니 (캐롤 케인)
- 기경옥
- 장성호
- 오주연
- 한수림
- 최한
- 문남숙
- 박신희
- 방성준
- 유상우

## 기타
- Ass-PD: 수잔 링고
- 미술: 켄 애덤
- 특수효과: Alan Munro
- 의상: 데오니 V. 알드리지